# Lukáš Jasanský a Martin Polák
Lukáš Jasanský (* 3. března 1965, Praha) a Martin Polák (* 6. května 1966, Praha) je dvojice konceptuálních fotografů, kteří fungují již od 80. let jako umělecký tandem. Oba studovali fotografii na FAMU, kterou však nedokončili.

## Dílo
Jejich hlavním médiem je černobílá fotografie. Vytvářejí obrazové cykly, které volně přebírají dokumentaristickou funkci, ale reálie zařazují do odlišných rámců. Ironie je jednou ze součástí jejich konceptuálního přístupu. Jejich společná tvorba je vnímána jako takzvané současné umění.
U příležitosti výstavy „Fotografie??“ v Klatovech uvedli, že na jedné straně nepatří ani k fotografům, ani k nefotografům, na straně druhé jsou evidentně příznivci kategorie „čisté“ fotografie. Pro Jasanského s Polákem je fotografie zástupcem skutečnosti, je také dokladem toho, že zachycená situace skutečně existovala.
Jasanský s Polákem záměrně ignorují postupy, kritéria a hodnoty, které se běžný fotograf snaží ovládnout a odmítají tzv. fotografické desatero. Tvrdí, že člověka velmi omezuje jakékoliv oborové společenství, jako například rozdělení na fotografy a nefotografy. Fotografii prý využívají, ale neuctívají, a chápou ji jako konceptuální prostředek k narušování pevně daných hranic mezi skutečností a iluzí.
| „              | Krajiny Lukáše Jasanského a Martina Poláka se na první pohled mohou zdát fádní, často až děsivé. Už klasicky deviantní námět, tentokrát agronomicky profilovaný, je maximálně oproštěn od romantiky. Krajina viděná z městského pohledu, krajina mimo turistické značky a její zoufalá nedozírnost jsou tak často soustem nad síly a chápání dvojice autorů, kteří vyrostli ve městě. I tady uplatňují svůj tradičně „udivený“ přístup a ukazují tak, že o své vlastní krajině vlastně nic nevíme. Znovu a znovu konstruují svět jediné fantasktní fotografie a jsou fascinováni její možnou, a přitom tak marnotratnou doslovností, skrytou v každém zrnu negativu. | “ |
| — Pavel Vančát | |   |

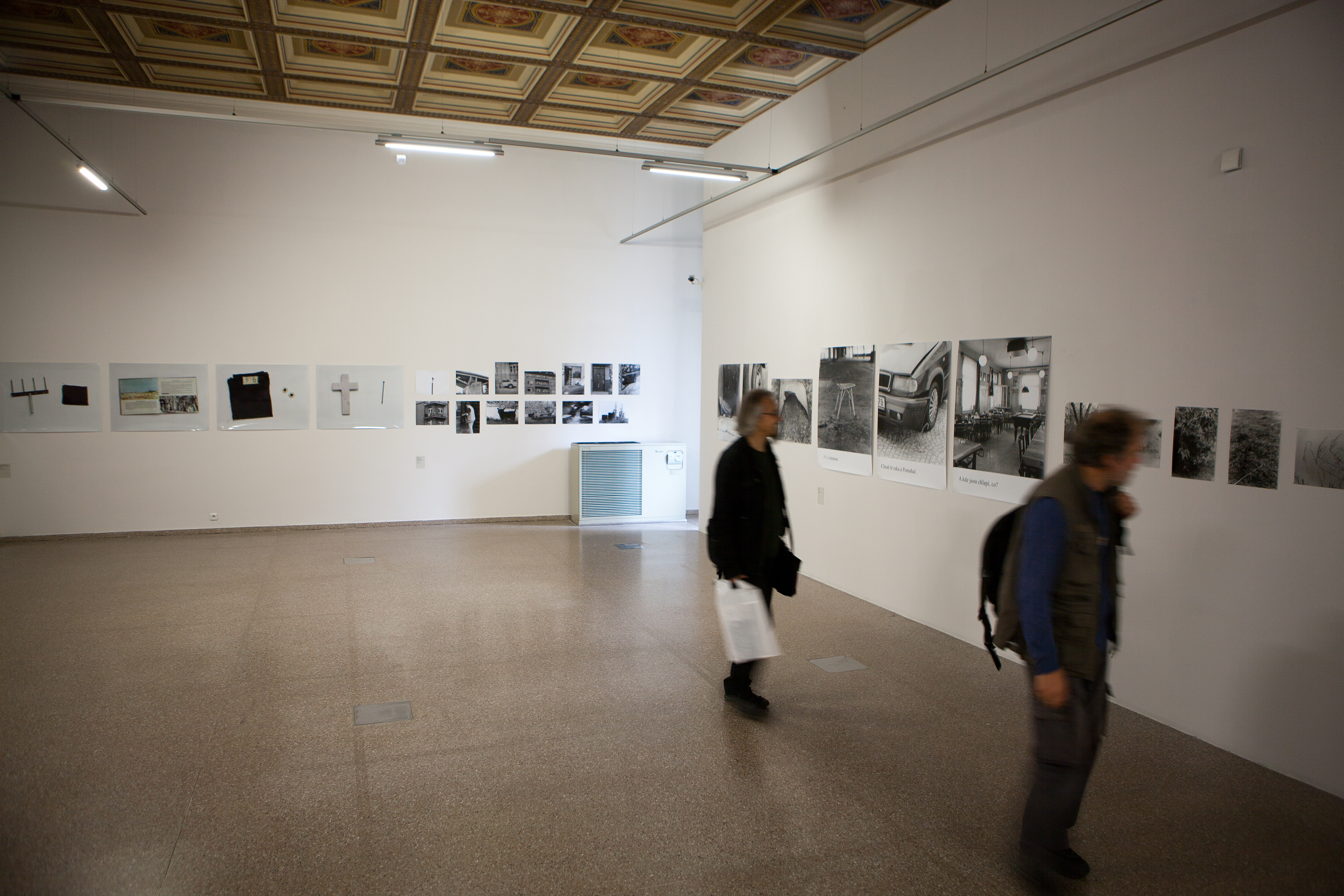
11/10/2013 – 5/1/2014 – Fotografie Lukáše Jasanského a Martina Poláka, Moravská galerie v Brně
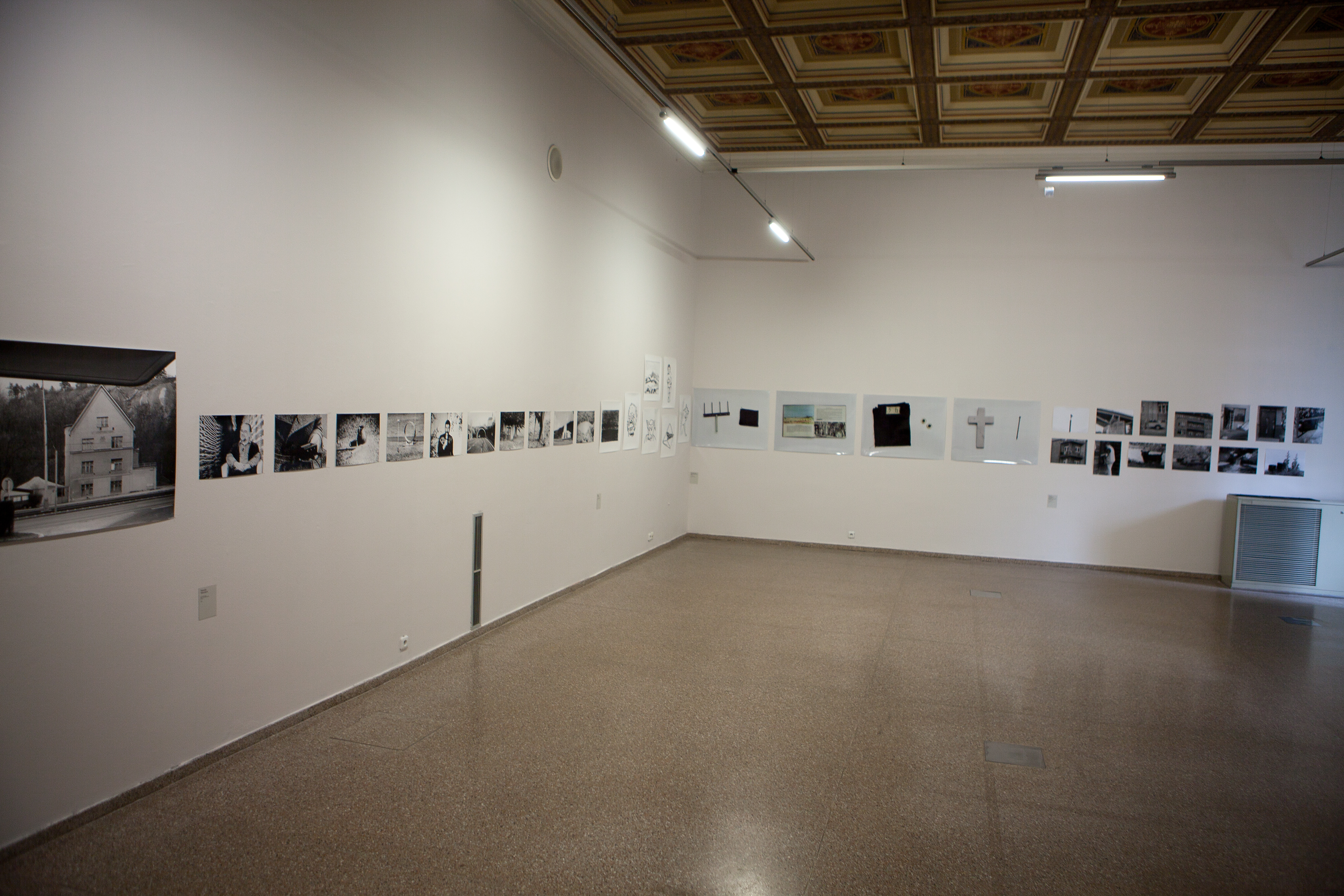
11/10/2013 – 5/1/2014 – Fotografie Lukáše Jasanského a Martina Poláka, Moravská galerie v Brně
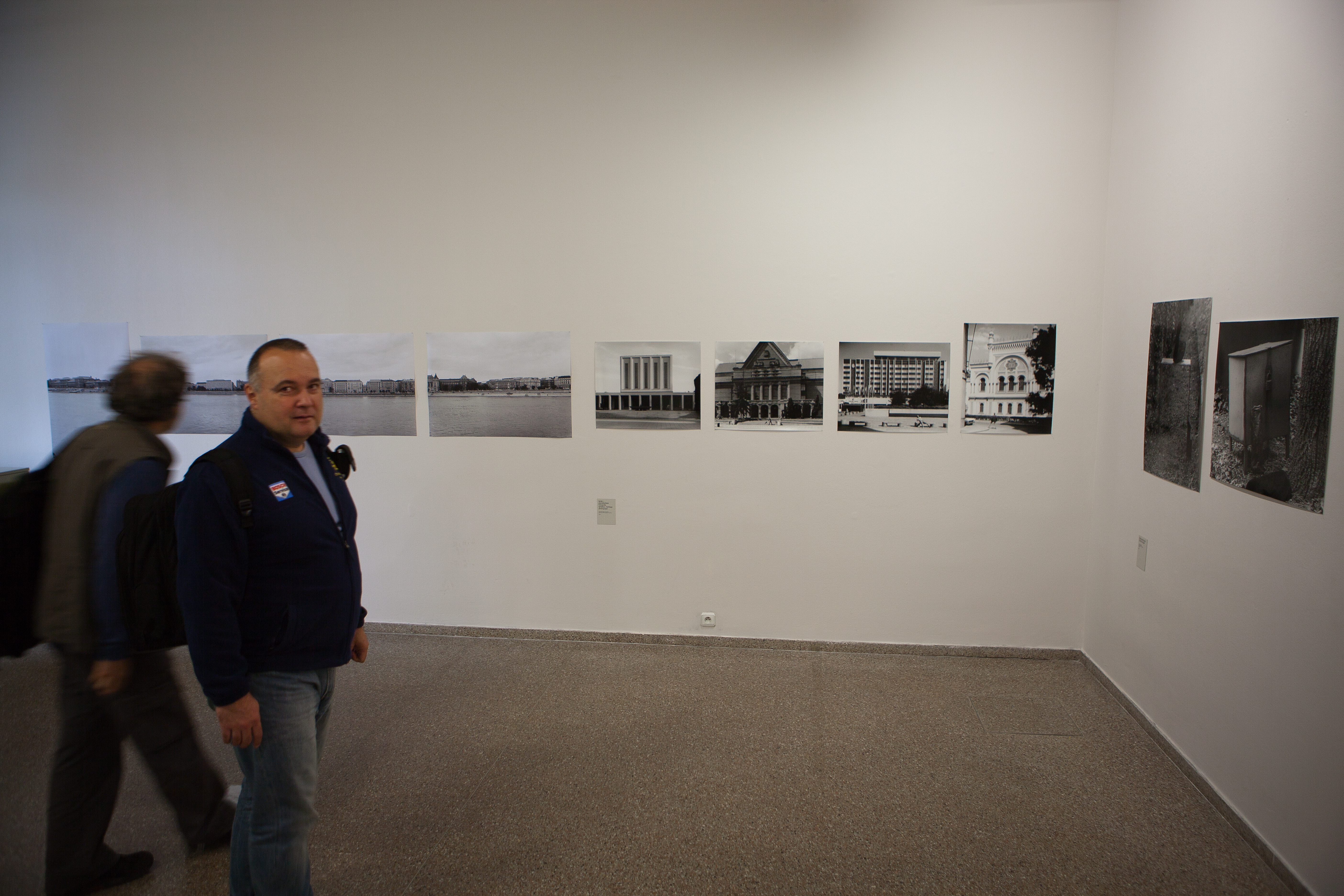
11/10/2013 – 5/1/2014 – Fotografie Lukáše Jasanského a Martina Poláka, Moravská galerie v Brně

## Výstavy
- Sirů revír / Sir´s Hunting Ground, Fait Gallery MEM, Brno, 1. 6. – 30. 7. 2022, kurátor: Pavel Švec